# نویتربین
نویتربین (به آلمانی: Neutrebbin) یک شهر در آلمان است که در مرکیش-اودرلند واقع شده‌است. نویتربین ۱٬۵۷۰ نفر جمعیت دارد.